# Bahnhof Shakujii-kōen
Der Bahnhof Shakujii-kōen (jap. 石神井公園駅, Shakujii-kōen eki) ist einer der größten Bahnhöfe im Bezirk Nerima der japanischen Präfektur Tokio. Er liegt im äußeren Nordwesten Tokios an der Seibu Ikebukuro-Linie der privaten Eisenbahngesellschaft Seibu Tetsudō. Der Shakujii-kōen (Shakujii-Park) liegt südwestlich des Bahnhofs. Der Bahnhof verfügt über zwei Bahnsteige, die vier Gleise bedienen. Die bis dahin viergleisige Ikebukuro-Linie wird nordwestlich des Bahnhofs zweigleisig. Hier halten die meisten Expressarten, es finden Zugüberholungen statt, und besonders in den Stoßzeiten beginnen/enden einige Züge von/nach Ikebukuro in Shakujii-kōen.
Der Bahnhof wurde am 15. April 1915 ursprünglich als Bahnhof Shakujii (石神井駅, Shakujii-eki) im damaligen Dorf Shakujii eröffnet und von der Musashino Tetsudō, einem Vorläufer der Seibu Tetsudō, betrieben.